# Aglientu
Aglientu (sardisk: Santu Francìscu di l'Aglièntu) er en by og en kommune (comune) i provinsen Sassari i regionen Sardinien i Italien. Byen ligger i 420 meters højde og har 1.171 indbyggere (2016). Kommunen har et areal på 148,19 km² og grænser til kommunerne Aggius, Luogosanto, Santa Teresa Gallura, Tempio Pausania og Trinità d'Agultu e Vignola.